# Дьомкін Василь Стефанович
Василь Стефанович Дьомкін (1881, Російська імперія — ?) — радянський діяч. Член ВЦВК. Член Центральної контрольної комісії ВКП(б) у 1925—1927 роках. 

## Життєпис
Учасник громадянської війни в Росії.
Член РКП(б) з 1920 року.
До 1925 року працював селянином в Орловській губернії.
У 1925—1927 роках — старший інспектор сільськогосподарської інспекції Центральної контрольної комісії ВКП(б); член Народного комісаріату робітничо-селянської інспекції Російської РФСР.
Подальша доля невідома.